# Jambinai
I Jambinai (in coreano 잠비나이?) sono un gruppo musicale rock sudcoreano di Seul. Il gruppo è composto da Kim Bo-mi, Lee Il-woo, Sim Eun-yong, Yu Byeong-gu e Choi Jae-hyuk.

## Storia
Il gruppo si è formato nel 2009 e si è esibito per la prima volta nel 2010. Il loro album di debutto Différance (차연) ha vinto il premio come miglior album crossover ai Korean Music Award 2013. Il loro secondo album Hermitage (은서) è stato pubblicato nel 2016 via Bella Union Records.
Durante la cerimonia di chiusura delle XXIII Giochi olimpici invernali, i Jambinai si sono esibiti con un'orchestra composta da suonatori di geomongo. Hanno pubblicato il loro terzo album Onda (온다) nel 2019. La loro canzone From the Place Been Erased (지워진 곳에서), che vede la partecipazione di Sunwoo Jung-a, ha vinto il premio come miglior canzone rock ai Korean Music Award 2023.

## Discografia

### Album in studio
- 2012 – Différance (차연)
- 2016 – Hermitage (은서)
- 2019 – Onda (온다)

### EP
- 2010 – Jambinai
- 2023 – Apparition (발현)